# Otto-Hermann Brücker
Otto-Hermann Brücker (* 17. Oktober 1899 in Berlin; † 12. Dezember 1964 in Weinheim) war ein deutscher Generalleutnant im Zweiten Weltkrieg, der die 6., 9., 17. und 76. Infanterie-Division kommandierte. Am 14. April 1945 wurde ihm das Ritterkreuz des Eisernen Kreuzes verliehen.